# Senta arundinicola
Senta arundinicola là một loài bướm đêm trong họ Noctuidae.